# Urengoj
Urengoj (ros. Уренгой) – osiedle typu miejskiego w azjatyckiej części Rosji, we wchodzącym w skład tego państwa Jamalsko-Nienieckim Okręgu Autonomicznym, położonym w północno-zachodniej Syberii.
Osiedle liczy 9.450 mieszkańców (1 stycznia 2005 r.), głównie Rosjan i innych europejskich osadników. Niewielki udział w populacji miasta mają też rdzenni mieszkańcy Okręgu - Nieńcy.